# 長谷川陸郎

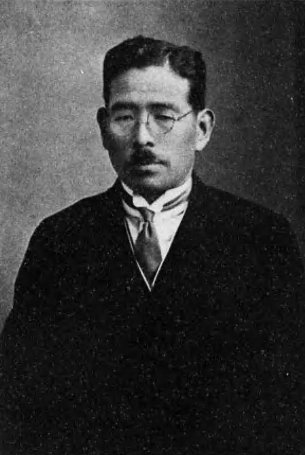
長谷川陸郎

長谷川 陸郎（はせがわ ろくろう、1890年（明治23年）1月23日 - 1946年（昭和21年）4月3日）は、日本の衆議院議員（立憲民政党）。弁護士。

## 経歴
宮城県名取郡玉浦村（現在の岩沼市）出身。菅井茂兵衛の六男として生まれ、長谷川家に入った。1918年（大正7年）、日本大学を卒業し、同年に弁護士試験に合格した。仙台市に事務所を開き、後に仙台市弁護士会長に選ばれた。また仙台市会議員、宮城県会議員、宮城県参事会員に選出された。
1930年（昭和5年）、第17回衆議院議員総選挙に出馬し、当選を果たした。
その他、仙台大工業組合顧問、仙台青果業組合顧問、仙台針按協会顧問などを務めた。